# گیزداروا
گیزداروا (به لاتین: Gizhdarva) یک منطقهٔ مسکونی در تاجیکستان است که در ولایت سغد واقع شده‌است.